# Illes Almirall
Les illes Amirante o Almirall (francès Les Amirantes) és un grup d'illes de coral i atols, pertanyen a les Illes Exteriors de les Seychelles.
S'estenen sobre 155 km del Banc Africans (Illes Àfricanes) al nord de Desnœufs (Illa des Noeufs) al sud, i vora del banc Amirantes o Almirall (Amirantes Altiplà, amb profunditats de 25 a 70 m), llevat de l'illa principal Île Desroches a l'est, i el submergit banc Lady Denison-Pender a l'extrem nord. A 90 km al sud de les Almirall hi ha el grup Alphonse, el més proper a les illes Almirall, un conjunt d'illes que de vegades són erròniament considerades part de les Almirall.

## Història
Les Almirall van ser descobertes per Vasco da Gama en el seu segon viatge d'exploració el 1502, i el nom de "Ilhas do Almirante" (Illes de l'Almirall). Coneixements previs de les illes per àrabs i comerciants indis són més que probables. Juntament amb les Seychelles, les illes van ser reclamades per França el 1742. La possessió es va afirmar el 1756. Pel Tractat de París (1814), les illes es van adjudicar oficialment als britànics, com a part de l'illa Maurici. El 1909, Seychelles es va convertir en una colònia separada, per tant, incloent-hi les Amiralls. El 8 de novembre de 1965, el Regne unit va separar Île Desroches de les Seychelles per formar part del llavors acabat de crear Territori Britànic de l'Oceà Índic. L'objectiu era permetre la construcció d'una base militar per al benefici mutu del Regne Unit i dels Estats Units d'Amèrica. El 23 de juny de 1976, l'illa Desroches va ser retornada a les Seychelles com a resultat de l'accessió a la independència.
La superfície total és d'11,5 km². La població total és de 300. Les majors concentracions són a la Presó a 2 km de Marie Louise Village i el Camp del grup de Constricció Collins que es troba a 2 km de la població capçalera, Desroches Village (que tenia 35 habitants a l'últim cens).

## Illes
Hi ha vuit illes (cinc baixos de sorra i tres aixecaments de sorra), a més de tres atols amb un total de 18 illots (Saint Joseph Atol amb 14, Desroches amb 1 i Poivre Atol amb 3). A més d'aquestes 11 unitats, a la taula següent també tenen entrada un escull i un banc de sorra sense illots, per completar el conjunt. Les cinc grans estan habitades. Les diferents illes estan marcades amb diferents colors de fons a la taula.
| Illa/Escull/Atol (nom alternatiu) | tipus                           | Àrea (km²)             | Pob. est. | Ubicació |                                                   |
| --------------------------------- | ------------------------------- | ---------------------- | --------- | -------- | ------------------------------------------------- |
| 1                                 | Lady Denison-Pender             | banc d'arena submergit | -         | -        | 4° 49′ S, 53° 20′ E / 4.817°S,53.333°E            |
| 2                                 | African Banks (African Islands) | cai d'arena            | 0.04      | -        | 4° 53′ S, 53° 24′ E / 4.883°S,53.400°E            |
| 3                                 | Remire Reef                     | escull sec             | -         | -        | 5° 5′ S, 53° 21′ E / 5.083°S,53.350°E             |
| 4                                 | Remire (Eagle)                  | cai aixecat d'arena    | 0.27      | 6        | 5° 7′ S, 53° 19′ E / 5.117°S,53.317°E             |
| 5                                 | D'Arros                         | cai d'arena            | 1.71      | 42       | 5° 24.5′ S, 53° 18′ E / 5.4083°S,53.300°E         |
| 6                                 | Atol St. Joseph                 | atol                   | 1.63      | 0        | 5° 25′ S, 53° 20′ E / 5.417°S,53.333°E            |
| 7                                 | Bertaut                         | cai d'arena            | 0.002     | -        | 5° 39′ 6″ S, 53° 14′ 18″ E / 5.65167°S,53.23833°E |
| 8                                 | Desroches                       | atol                   | 4.02      | 100      | 5° 41′ S, 53° 41′ E / 5.683°S,53.683°E            |
| 9                                 | Atol Poivre                     | atol                   | 2.78      | 10       | 5° 46′ S, 53° 19′ E / 5.767°S,53.317°E            |
| 10                                | Étoile (Lampériaire)            | cai d'arena            | 0.05      | -        | 5° 53′ S, 53° 1′ E / 5.883°S,53.017°E             |
| 11                                | Boudeuse (King Ross)            | cai d'arena            | 0.03      | -        | 6° 5′ 31″ S, 52° 49′ 50″ E / 6.09194°S,52.83056°E |
| 12                                | Illa Marie Louise               | cai aixecat d'arena    | 0.556     | 150      | 6° 11′ S, 53° 8′ E / 6.183°S,53.133°E             |
| 13                                | Desnœufs (Île des Noeufs)       | cai aixecat d'arena    | 0.45      | -        | 6° 14′ S, 53° 3′ E / 6.233°S,53.050°E             |
| Amirante Islands                  | grup d'illes                    |                        | 11.5      | 300      | 04°49' a 06°14'S, 52°50° a 53°41'E                |

### Grup Alphonse
90 km al sud de les Amiralls hi ha el grup Alphonse, a vegades considerades incorrectament com a part de les Amiralls de les que sembla una extensió pel sud. Alphonse està clarament al sud del banc Amiralls separat per aigua en una profunditat de 1000 a 2000 metres.

## Galeria d'imatges

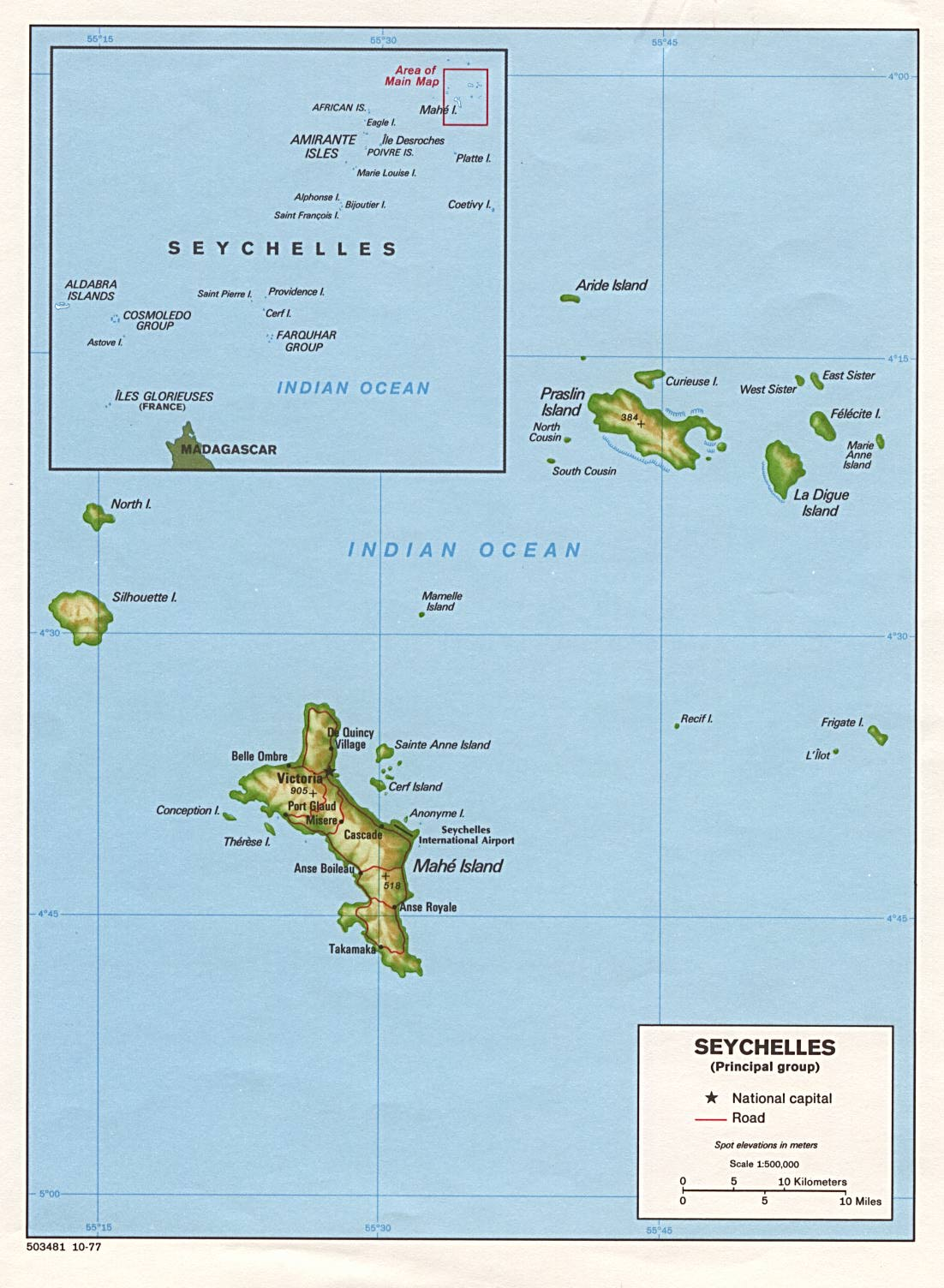
Mapa 1
Mapa del Districte
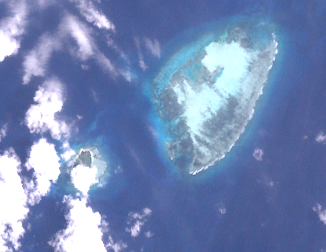
Remire (Àguila) Illa Remire i Escull Remire (NASA, Imatge de Satèl·lit)
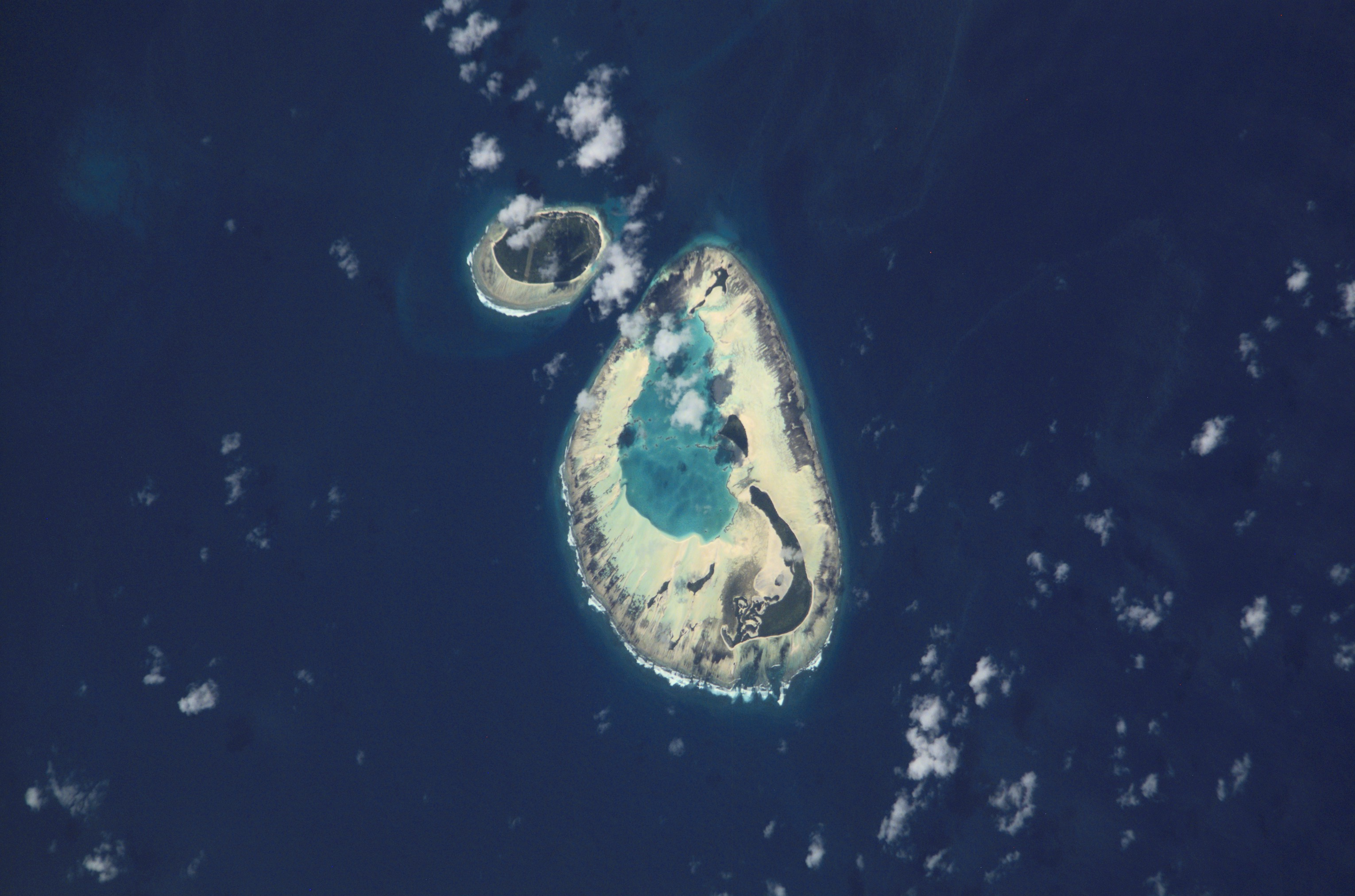
Imatge de l'Atol Saint Joseph i l'illa D'Arros.
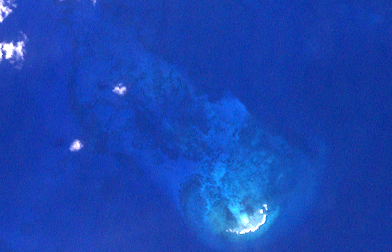
Escull Bertaut (Imatge de la NASA)
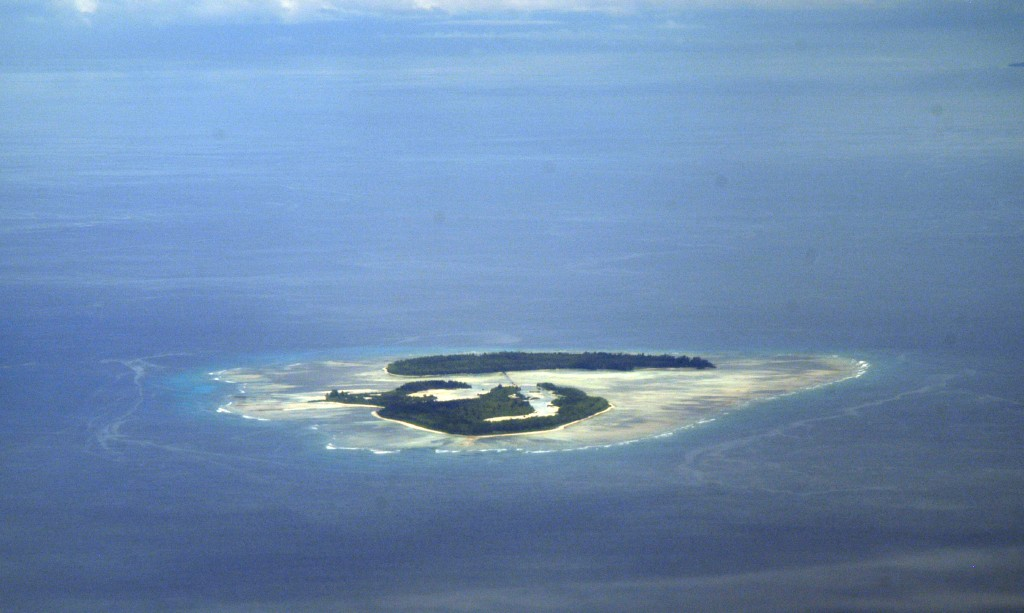
Atol Poivre des del sud
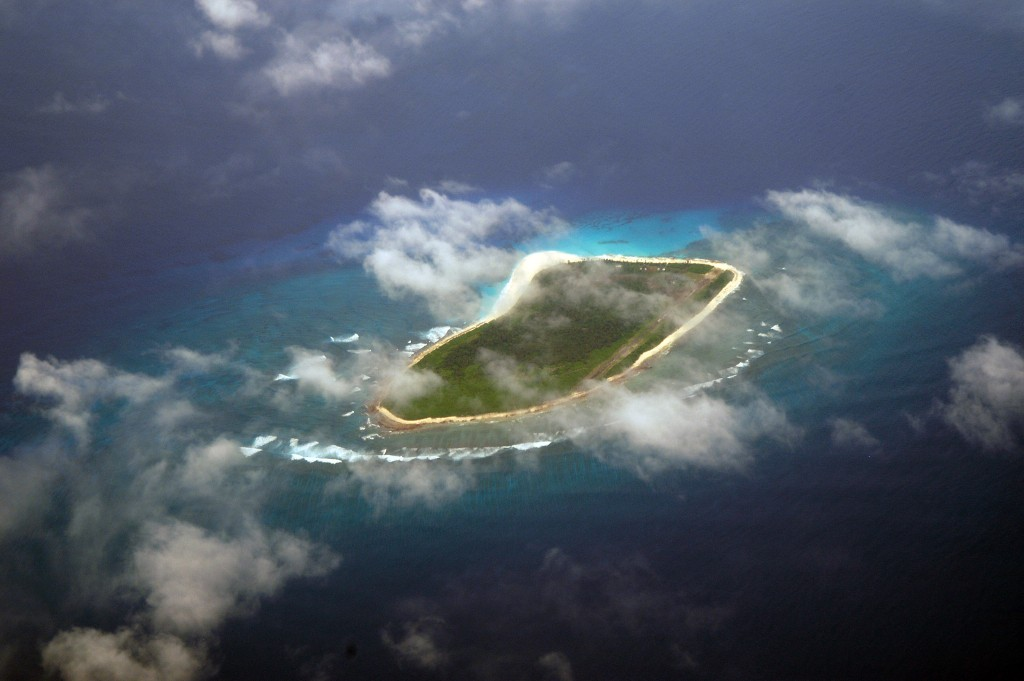
Illa Marie Louise